# 리카이섬
리카이섬(중국어: 李佳芯, 병음: LEE Kai-sum, 1982년 11월 27일 ~ )은 홍콩의 배우, 텔레비전 사회자이다.

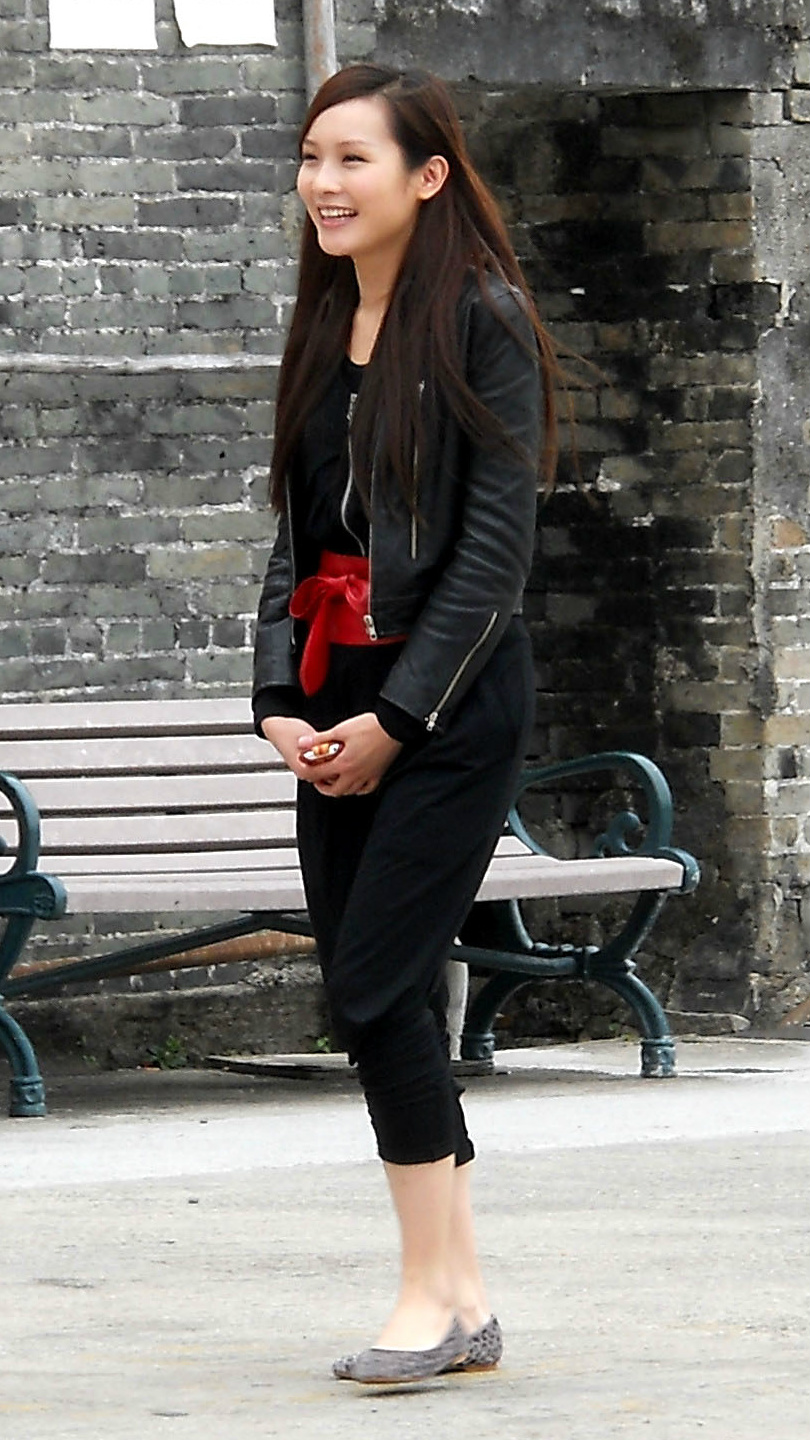
2011년
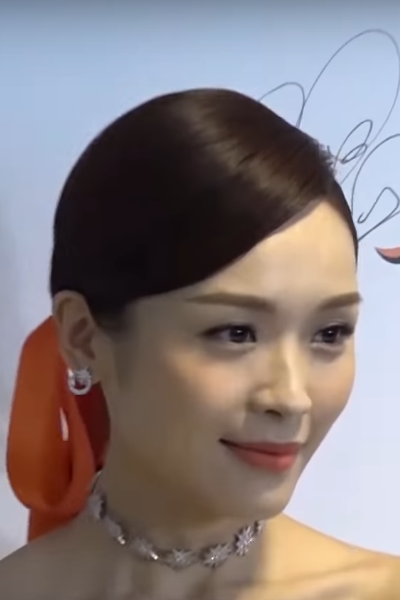
2019년